# Canoa/kayak ai Giochi della XIV Olimpiade - C2 10000 metri maschile
La competizione del C2 10000 metri di Canoa/kayak ai Giochi della XIV Olimpiade si è disputata il giorno 11 agosto 1948 al bacino del Royal Regatta ad Henley-on-Thames.

## Risultati
| Pos.    | Nazione        | Atleti                              | Tempo     |
| ------- | -------------- | ----------------------------------- | --------- |
| Oro     | Stati Uniti    | Stephen Lysak Stephen Macknowski    | 55'55"4   |
| Argento | Cecoslovacchia | Václav Havel Jiří Pecka             | 57'38"5   |
| Bronzo  | Francia        | Georges Dransart Georges Gandil     | 58'00"8   |
| 4       | Austria        | Karl Molnar Viktor Salmhofer        | 58'59"3   |
| 5       | Canada         | Bertram Oldershaw William Stevenson | 59'48"4   |
| 6       | Svezia         | Gunnar Johansson Werner Wettersten  | 1:03'34"4 |